# Dasineura albovittata
Dasineura albovittata är en tvåvingeart som först beskrevs av Walsh 1864.  Dasineura albovittata ingår i släktet Dasineura och familjen gallmyggor.
Artens utbredningsområde är New York. Inga underarter finns listade i Catalogue of Life.